# Mason Ryan
Barri Griffiths (sinh ngày 13 tháng 1 năm 1982) là một đô vật chuyên nghiệp người Wales. Anh cũng được biết đến với ring name: Mason Ryan. Anh ký hợp đồng với WWE, anh làm việc tại Raw và là một thành viên của nhóm The Nexus. Anh từng thi đấu ở Florida Championship Wrestling (FCW).

## Sự nghiệp ban đầu
Anh bắt đầu luyện tập wrestling từ năm 2006 sau khi xem 1 chương trình với bạn. Anh luyện tập tại trường đấu vật chuyên nghiệp Birkenhead, lấy tên là "Celtic Warriors" và "Smackdown Warriors" từ năm 2007. Tháng 6 năm 2007, tại show Night of Gladiator tổ chức bởi European Wrestling Association's, anh cùng Drew McDonald và Sheamus O'Shaunessy đại diện cho nước Anh thi đấu với Chris Raaber, Micheal Kovac và Robert Ray Kreuzer nhưng lại thua. Sau khi ký hợp đồng với WWE,vào tháng 10 năm 2008, anh thi đấu show cuối cùng ở xứ Wales tại Y Ganolfan,Porthmadog, cũng trong show đó anh giành chiến thắng đầu tiên ở thể loại đấu đơn.

## Sự nghiệp đấu vật

### Florida Championship Wrestling/ FCW
Giữa năm 2009, Griffiths đã ký hợp đồng 5 năm với WWE. Tháng 1 năm 2010, Khi anh nhận được thông tin về công việc của mình, ngay sau đó anh được debut tại Florida Championship Wrestling (FCW). Dưới cái tên Mason Ryan, anh thi đấu với Johnny Curtis, Tyler Reks, Johnny Prime, và Hunico.
Ngày 22 tháng 7, Ryan đã chiến thắng Alex Riley và Johnny Curtis trong 1 trận đấu Triple threat match, chiến thắng này giúp anh lần đầu tiên giành được FCW Florida Heavywieght Championship. Vài tháng sau, Ryan bảo vệ thành công chức vô địch trước Bo Rotundo, Richie Steamboat, và Eli Cottonwood. Tại show FCW 2/9, Ryan tiếp tục bảo vệ thành công chức vô địch của mình trước Johnny Curtis, trận đấu đó anh có được sự trợ giúp và can thiệp của bình luận viên FCW Byron Saxton. Tuần sau đó, Saxton trở thành Manager của Ryan. Tháng 11/2010, Ryan đi lưu diễn châu Âu cùng với Smackdown. Anh dã 2 lần liên tiếp đánh bại Chavo Guerrero tại Belfast vào ngày 4 tháng 11 và 2 ngày sau đó ở Liverpool. Ngày 3/2/2011, Ryan bị mất chức vô địch Florida Heavywetght Championship vào tay Bo Rotundo.

#### Raw, The Nexus và chấn thương (2011 - đến nay)
Griffiths debut WWE vào ngày 17/1/2011 Raw, khi anh phá trận đấu của cena và Cm punk, sau đó được Punk trao cho 'Nexus' Armband va` gia nhập Nexus. Ryan được tham gia Royal Rumble match 2011 nhưng anh đã bị John Cena loại khỏi trận đấu. Ngày 7/2, Ryan debut ở Raw nhưng anh đã bị xử thua trước R-Truth vì luật disqualification. Cuối tháng 2, WWE công bố trận đấu giữa Punk và Randy Orton tại Wrestlemania XXVII, và các thành viên của The Nexus phải chiến thắng Randy Orton nếu muốn được đi cùng Punk. Ryan là người cuối cùng phải đối mặt với The Viper, nhưng anh đã bị thua tại show Raw 14/3. Sau trận đấu, Orton đã Punted vào đầu Ryan, khiến Ryan phải vắng mặt 1 tháng. Anh return vào ngày 11/4 rồi cùng với thành viên The Nexus tấn công Randy Orton và ngăn chặn "The Viper" giành được quyền tranh WWE Championship. Ở show Raw kế đó, Ryan bị xử thua trước Kane vì có sự can thiệp từ Punk, rồi cả team tiếp tục tấn công Kane và Big Show. Sau đó Ryan rời ring cùng các thành viên Nexus. Tại PPV Over the limit 22/5, Ryan và Punk đã thách thức Kane và Big Show thi đấu giành lấy danh hiệu WWE Tag team Championship, nhưng không thành công. Raw Power to the People 20/6, Ryan chiến thắng trong lượt bỏ phiếu và đấu với Evan Bourne, ngay sau đó anh đã đánh bại Evan Bourne. Ngay ngày hôm sau, trang web chính thức của WWE tiết lộ người chiến thắng thực sự trong lượt bỏ phiếu đó là Sin Cara chứ không phải là Ryan. WWE còn cho biết Mason Ryan đã bị chấn thương và sẽ không góp mặt ở sự kiện nào trong vòng 6 tuần đến 6 tháng.

## Đời sống cá nhân
Griffiths cũng từng xuất hiện tại chương trình The Paul O'Grady. "Y reslar", tên một bộ phim tài liệu về cuộc đời của anh trước khi chuyển đến Mỹ vào tháng 9/2010

## Trong đấu vật
- Đòn cuối
  - House of Pain[1] (Sitout side slam)[cần dẫn nguồn]
  - Torture Rack (Backbreaker rack) - FCW [2][3]
- Đòn phụ
  - Clothesline
  - Spear
  - Falling powerbomb
- Managers
  - Orig Williams[4]
  - Byron Saxton
  - The New Nexus
  - CM Punk
- Nicknames
  - "Barri 10-foot"[4]
- Entrance themes
  - "We Are One" by 12 Stones (WWE;ngày 17 tháng 1 năm 2011)[5]
  - "This Fire Burns" by Killswitch Engage (WWE;ngày 17 tháng 1 năm 2011–ngày 27 tháng 6 năm 2011; Used while a part of the New Nexus) [6]

## Các đai vô địch và danh hiệu
- Florida Championship Wrestling
  - FCW Florida Heavyweight Championship (1 time)